# Fisk (kortspil)
 For alternative betydninger, se Fisk (flertydig). (Se også artikler, som begynder med Fisk)
Fisk er et kortspil der handler om at få så mange stik som muligt. Et stik består af fire ens. (der er ikke jokere med i spillet).
Det kan spilles af 2-6 spillere, der hver får 7 kort, hvis 2-3 deltagere, og 5 kort hvis flere.
En spiller starter med at spørge om en af de andre har f.eks: nogle 2'ere og hvis den person der spørges har det, skal han/hun give alle sine 2'ere til spørgeren. Men hvis personen ikke har nogle 2'ere skal han/hun sige fisk og så tager spørgeren et kort fra søen, som består af de resterende kort der ligger spredt ud over bordet/gulvet. Så er det den næste spillers tur til at spørge en anden spiller, efter eget valg. Turen går med uret rundt, og den går videre uanset om der skal fiskes eller ej.
Hver gang man ved at få kort eller har fisket, opnår at have 4 ens i et sæt (f.eks. fire 2'ere eller fire konger), så lægger man disse 4 kort ned med billedsiden opad som et stik.
Sådan bliver det ved lige indtil alle 13 stik ligger på bordet. Bemærk at man ikke må spørge om kort uden at havde dem på hånden selv.
Vinderen er den med flest stik.

## Hurtig version
Alle spillere får 10 kort hver. Får du 4 af de samme kort f.eks: 4, 2'ere er det lig 1 STIK/POINT; tag dem så ud af din hånd og læg dem ved siden af dig. Når I har gjort det indtil den ene af jer ikke har flere kort tilbage i hånden. Så tæller i stik sammen. F.eks: fire 2'ere (= 1point) eller fire 5'ere (=1Point). Gør det ved dem alle sammen og se hvem der har fået flest point.